# دامیائو دی گویس
دامیائو دی گویس (انگلیسی: Damião de Góis; ۲ february ۱۵۰۲ – ۳۰ ژانویه ۱۵۷۴ (۷۱ ساله)) مورخ، مترجم، آهنگساز، دیپلمات، و نویسنده اهل پادشاهی پرتغال بود.